# Ligamento (bivalvos)

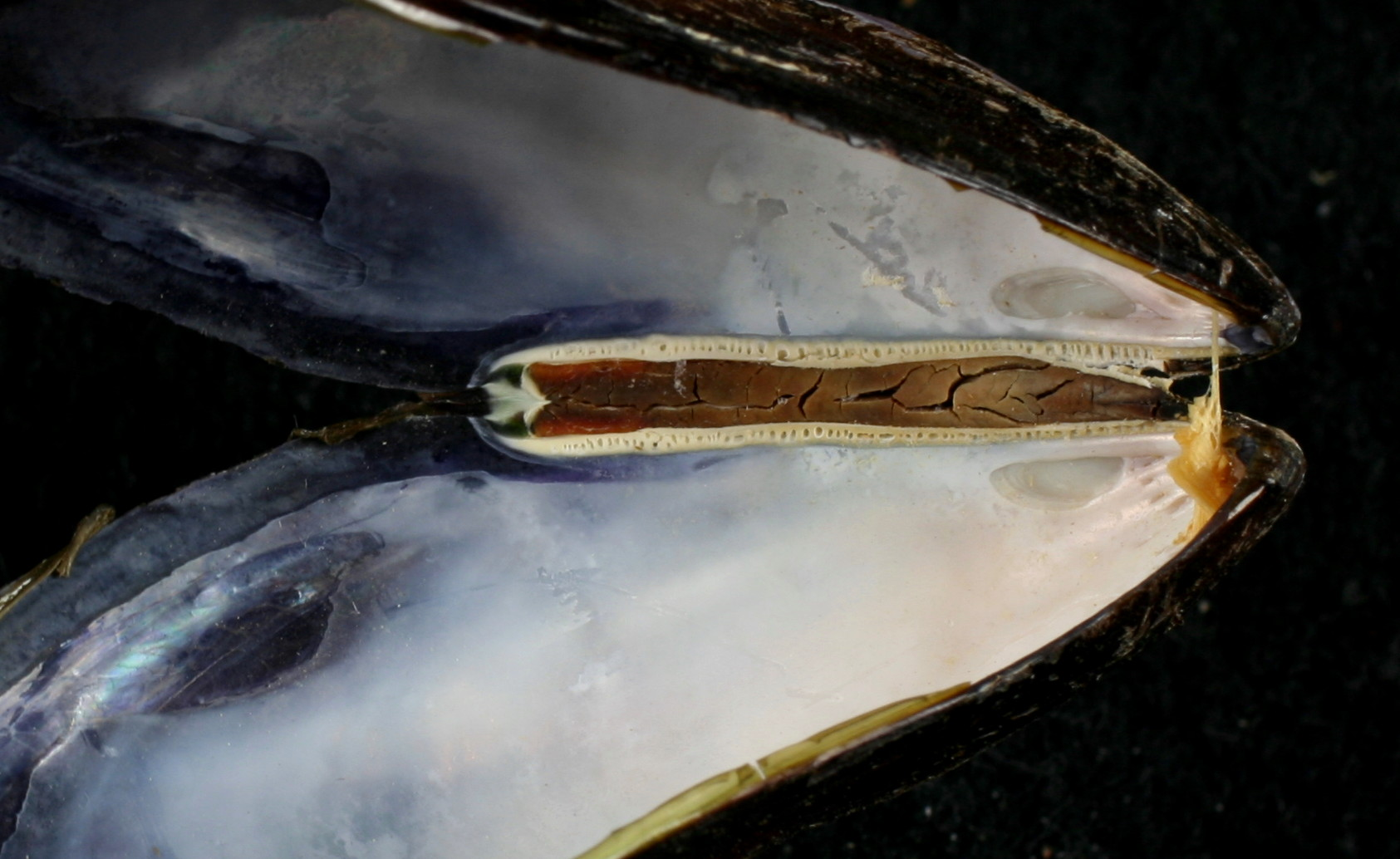
Esta vista interior de la línea de bisagra de un mejillón azul Mytilidae muestra el ligamento externo, que está seco y agrietado en este espécimen

El ligamento bisagra o simplemente ligamento es una parte crucial de la estructura anatómica de la concha de un molusco bivalvo. La concha de un bivalvo tiene dos valvas y éstas están unidas por el ligamento en el borde dorsal de la concha. El ligamento está formado por un material fuerte, flexible y elástico, fibroso y proteínico que suele ser de color marrón pálido, marrón oscuro o negro.
En vida, la concha debe poder abrirse un poco (para permitir que sobresalgan el pie y los sifones) y volver a cerrarse. Además de unir las dos conchas del bivalvo en la línea de bisagra, el ligamento también funciona como un muelle que abre automáticamente las valvas cuando el músculo o músculos aductores (que cierran las valvas) se relajan.

## Composición

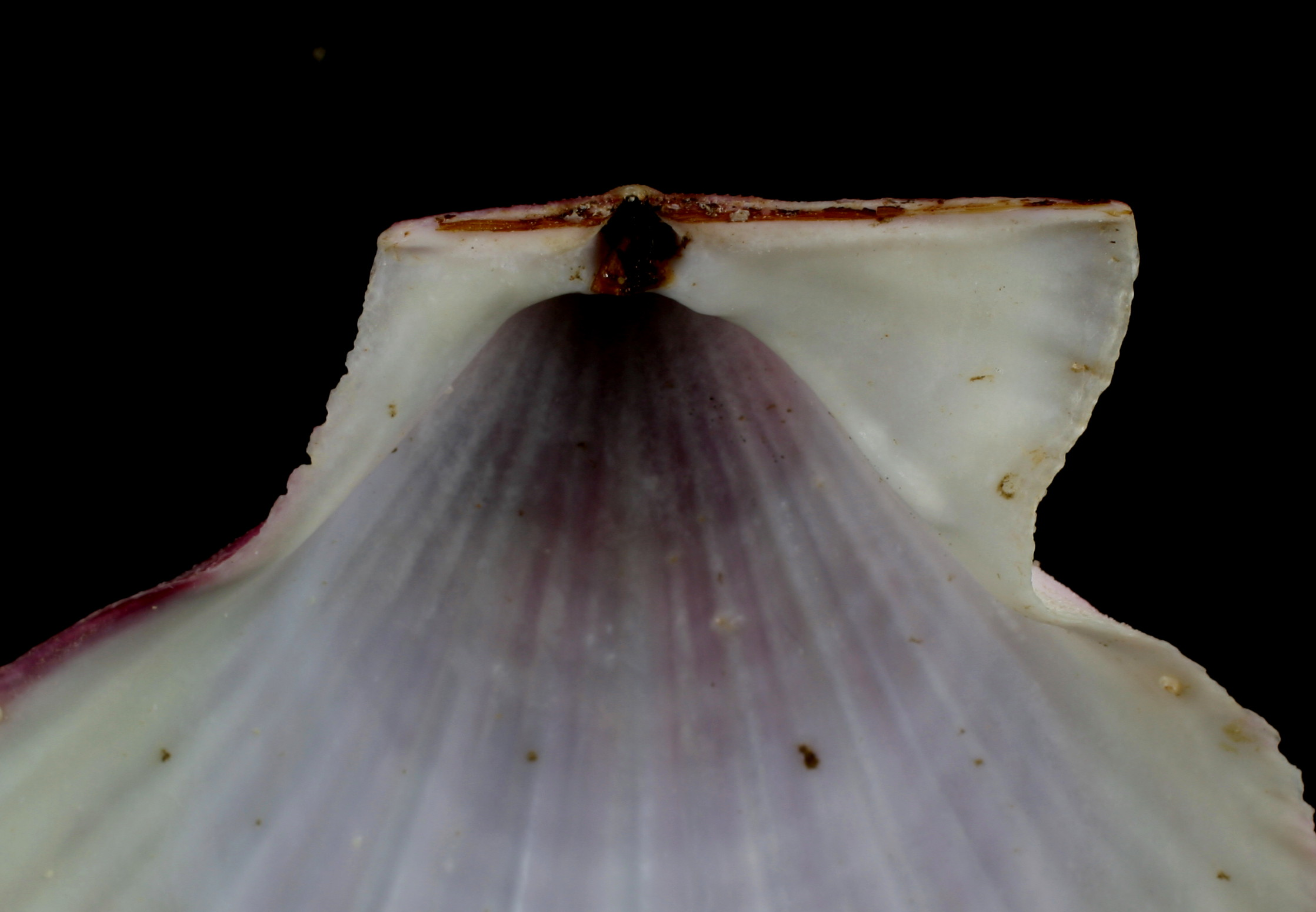
Esta vista interior de la línea de bisagra de una concha de vieira Pectinidae muestra el ligamento interno, situado en el resilífero.

El ligamento es una estructura elástica no calcificada compuesta, en su estado más mínimo, por dos capas: una capa laminar y una capa fibrosa. La capa laminar está formada en su totalidad por material orgánico (una matriz de proteínas y colágeno), suele ser de color marrón y es elástica en respuesta a las tensiones de compresión y de tracción. La capa fibrosa está formada por fibras de aragonito y material orgánico, es de color más claro y a menudo iridiscente, y sólo es elástica bajo tensión compresiva.
La proteína responsable de la elasticidad del ligamento es la abductina, que posee una enorme elasticidad: esta elasticidad es la que hace que las valvas del molusco bivalvo se abran cuando se relajan los músculos aductores.
Los ligamentos que son simples morfológicamente tienen una capa fibrosa central entre las capas laminares anterior y posterior. Los ligamentos repetitivos son morfológicamente más complejos y presentan capas adicionales repetidas.
Un estudio reciente en el que se utilizó microscopía electrónica de barrido (scanning electron microscope o SEM), cristalografía de rayos X (X-ray diffraction o XRD) y espectroscopia de infrarrojos (infrared spectroscopy o FTIR), descubrió que algunos moluscos bivalvos tienen un tercer tipo de capa fibrosa en el ligamento (situado en el centro) que tiene una estructura única de fibra proteica en forma de resorte (de unos 120 nm de diámetro), que se extiende continuamente de la valva izquierda a la derecha.

## Apertura elástica de las valvas
Cuando los músculos aductores de un molusco bivalvo se contraen, las valvas se cierran, lo que comprime el ligamento. Cuando los músculos aductores se relajan de nuevo, la elasticidad del ligamento vuelve a abrir la concha. Las vieiras (Pectinidae) nadan por la columna de agua batiendo (abriendo y cerrando) rápida y repetidamente sus valvas. Un hecho interesante sobre la forma en que nadan las vieiras es que recuperan un mayor porcentaje del trabajo (definido por la física) realizado gracias a la elasticidad de su abductina que otros bivalvos (que son almejas más sedentarias).

## Uso taxonómico
El ligamento bisagra de una concha de bivalvo puede ser interno, externo o ambos, y es un ejemplo de desarrollo complejo. Se han encontrado varios tipos de ligamentos bisagra en especies vivas (es decir, especies existentes), y los ligamentos pueden reconstruirse en la mayoría de los bivalvos fósiles basándose en sus lugares de fijación en la concha. La distribución taxonómica de los tipos de ligamentos entre las familias de bivalvos ha sido utilizada por paleontólogos y malacólogos como medio para inferir la evolución filogénica.

## Tipos de ligamentos bisagra

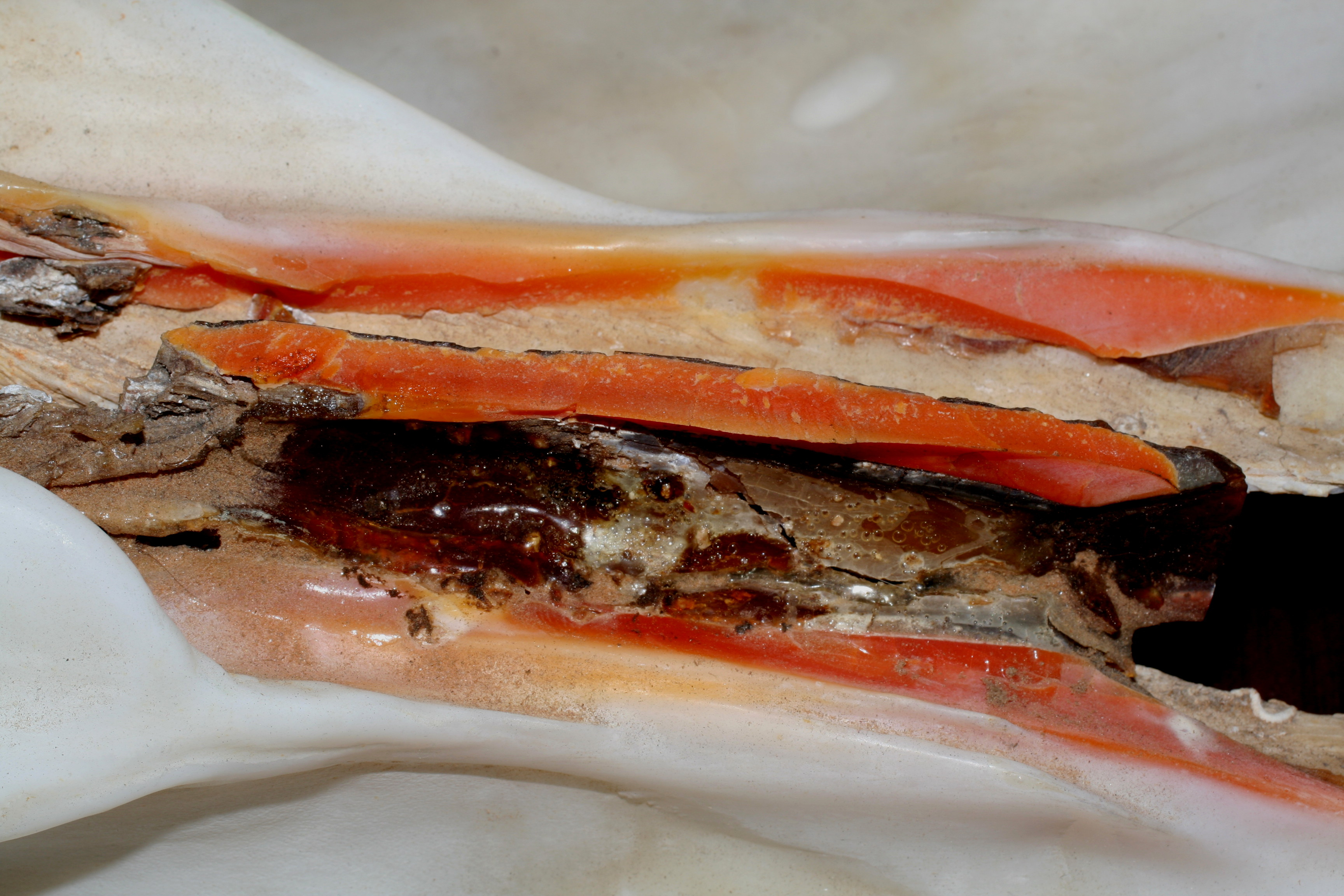
Vista interior del ligamento bisagra de Tridacna derasa

Los ligamentos articulados externos pueden tener una orientación de tipo:
- Anfidética (entre los picos)
- Opistodética (detrás/posterior a los picos) o, raramente;
- Prosodética (antes de los picos)

A continuación, existen cuatro tipos estructurales principales:
- Alivincular (una zona aplanada, normalmente triangular, con una capa fibrosa central y una capa laminar periférica)
- Duplivincular (bandas alternas de capas fibrosas y laminares que forman chevrones en la zona cardinal)
- Parivincular (una única estructura arqueada detrás de los picos)
- Planivincular (un ligamento largo con un ligero arco que se extiende detrás de los picos)

El ligamento interno suele denominarse resilium y está unido a un resilífero o cronodóforo, que es una depresión o fosa en el interior de la concha, cerca del umbo.